# Лупейко Олександр Вікторович
Олекса́ндр Ві́кторович Лупе́йко (5 березня 1961 — 10 грудня 2002) — український краєзнавець, науковець і публіцист. Один з перших в часи відновленої української держави дослідників життя і творчості видатного українського науковця і громадсько-політичного діяча першої половини XX ст. М. Ю. Шаповала.

## Біографія
Народився 5 березня 1961 року в селі Ленківці Чернівецької області. Закінчив філологічний факультет Київського педагогічного інституту (нині Національний університет ім. М. Драгоманова) (1983 р.), де згодом закінчив аспірантуру і працював викладачем, заступником декана. Обрав головною темою своїх наукових досліджень видатного українця Микиту Шаповала, що наприкінці 1980-х відверто переслідувалося Радянською владою. Протистояння зі спеціальними органами СРСР підірвало здоров'я талановитого вченого. Дисертація присвячена М. Ю. Шаповалу залишилася незахищеною. Але з проголошенням незалежності України публікації Олександра Лупейка про Микиту Шаповала були першими.Творча спадщина науковця представлена рядом статей у наукових та науково-публіцистичних виданнях і узагальнена у збірці його робіт, що вийшла під егідою Національного педагогічного університету ім. М. Драгоманова.